# Шуйський район
Шуйський район (рос. Шуйский район) - адміністративно-територіальна одиниця] в центрі Івановської області Росії.
Адміністративний центр - місто Шуя (до складу району не входить).